# Sueški prekop
Sueški prekop (arabsko قناة السويس) je skoraj 200km dolg umetni prekop za ladijski promet v Egiptu med Port Saidom ob Sredozemskem morju in Suezom ob Rdečem morju.
Prekop omogoča ladijski prevoz med Evropo in Azijo, ne da bi bilo treba obkrožiti Afriko. Preden so zgradili prekop, so del transporta opravili tako, da so tovor izkrcali in ga med obema morjema prepeljali po kopnem. 
Prekop, ki ga drugače imenujemo tudi Arabski prekop, je bil grajen med letoma 1859 in 1869 po načrtih Francoza Ferdinanda de Lessepsa. V letih 1955 in 1980 je bil razširjen z obvoznimi kanali, v letu 2015 pa dograjen, obnovljen in rekonstruiran.

## Zgodovina
Zgodovina Sueškega prekopa je zelo stara in sega v obdobje Starega Egipta. Dokumentirano je, da sta obstajala dva prastara prekopa, ki sta olajšala potovanje med Nilom in Rdečim morjem. Prvi ožji prekop je bil zgrajen v času vladavine faraona Sesostrisa III. ali Ramzesa II. V drugi, daljši prekop je bil vključen tudi del prvega, a je bil umeščen južneje. Bil je zgrajen v času vladavine Neha II., a nedokončan. To je šlo na roko perzijskemu velikemu kralju Dareju I. (511 pr. n. št do 486 pr. n. št.). Po navedbah Herodota je ta velik projekt zahteval okoli 120.000 človeških življenj. Ptolemajci so ga vzdrževali in izboljšali.
Že v času vladavine Kleopatre, je bil prekop delno zasut s peskom, viri pa ne navajajo nič pomembnega o prekopu v času vladavine Rimljanov. Po arabski zasedbi Egipta je bil prekop obnovljen in izkoriščen predvsem za prevoz žita. Že v 8. stoletju je bil prekop ponovno neuporaben. Danes samo slabe sledi kažejo na staro delo, ki so ga gradili faraoni, Perzijci, Ptolemajci, rimski cesarji in arabski kalifi.

### Sodobna zgodovina
Ideja o gradnji prekopa ni zamrla niti v srednjem veku, kot tudi v novejšem času. Določen interes so kazali Benečani in Nemci. Resnejše aktivnosti, vezane za prekop, je začel šele Napoleon. Napoleon je hotel izkoristiti Egipt kot izhodišče za napad na Britansko Indijo, saj bi mu obstoj pomorske zveze med Sredozemskim in Rdečim morjem to zelo olajšalo. Ker so rezultati meritev pokazali razliko v nivoju obeh morij skoraj 10 m, je od projekta odstopil, pa tudi Napoleon je moral leta 1801 zapustiti Egipt.
Barometrska merjenja angleških oficirjev leta 1841, kot tudi delo študijske skupine Francozov, Britancev in Avstrijcev leta 1846, so z gotovostjo dokazali, da so razlike v nivojih obeh morij zanemarljive.
Ferdinandu de Lessepsu je uspelo leta 1856 od Visoke Porte (tur.: bâb-i-âlî) dobiti koncesijo za gradnjo prekopa, za kar je ustanovil delniško družbo Compagnie universelle du canal maritime de Suez. Družba je dobila pravico koriščenja prekopa za 99 let, po tem pa bi prekop postal egipčanski.

### Gradnja
25. aprila 1859 se je gradnja pričela v Port Saidu na severnem koncu prekopa in je bila povezana z velikimi težavami. Ves material, orodje, stroji, premog, železo, les, je bilo potrebno pripeljati iz Evrope.
Leta 1862 je bilo od 1800 kamel v lastništvu Družbe, celo 1600 vsak dan uporabljeno za dostavo pitne vode za 25.000 delavcev. Dnevni stroški so bili samo za dostavo vode ogromni, tako da je bilo nujno najprej zgraditi prekop za dovod pitne vode. Zgrajen je bil ob koncu leta 1863.
Gradnjo prekopa je spremljala vrsta težav. Poleg neprestanih finančnih problemov, je prišlo tudi do pojava kolere. Od skupaj 1,5 milijona delavcev, pretežno Egipčanov, jih je umrlo okoli 125.000, večina zaradi kolere.

## Tehnični podatki
Kanal je dolg 162,25 kilometra (od Port Saida do Ismailije). V Port Saidu je še 2,4 km dolg valobran v Sredozemlju, ki služi varovanju pred tokom blata iz Nila.
22 km izven Port Saida, na začetku vhodnega kanala je čakalno območje in se konča 9 km južno od južnega izstopa v Port Taufiq. Skupna dolžina znaša torej 193,30 km.
Kanal ima od leta 2010 globino vode 24 m.
Širina znaša: na severnem delu na gladini 345 m in na dnu je 215 m, na jugu na gladini 280 m in na dnu 195 m.
Presek kanala je 4.800 m² na severu in 4350 m² na jugu (v primerjavi z 304 m² leta 1869).
Plimovanje znaša 0,5 do 0,7 m v Port Saidu in 0,8 m do 1,4 m v Suezu, kar je malo.
Promet poteka delno tudi dvosmerno in to po 6 zgrajenih obvoznih kanalih v skupni dolžini 80,5 km:
1. obvoz Port Said  40,1 km dokončan 1980 (podaljšan večkrat)
2. obvoz Ballah  8,9 km dokončan 1955
3. obvoz Timsah  4,3 km dokončan 1980
4. obvoz Deversoir  8,4 km dokončan 1980
5. obvoz Veliko grenko jezero  11,8 km dokončan 1955
6. obvoz Kabret  7,0 km dokončan 1955

## Prometni režim
Ladijski promet spremljajo in nadzorujejo z računalniško vodenim sistemom. Ladje obvezno vodijo piloti in sicer štirje, ki so odgovorni za: severni vhod v Port Saidu, od Port Saida do Ismailie, od Ismailie do Port Tufiqa (Suez) in od Port Taufiqa na odprto morje.
Najvišja dovoljena hitrost ladij je 11-16 km/h glede na sektor in plimovanje v južnem koncu prekopa. Minimalna razdalja med ladjami je 2 do 3 km. Vožnja se izvaja enosmerno v konvojih, ki jih zbere upravljavec po določenih kriterijih (razred nevarnosti, kategorija plovil, čas uporabe). Vsak dan od Port Saida odpeljeta dva konvoja iz Port Taufiqa/Sueza en konvoj. Konvoja se srečata v velikem obvoznem mestu El Ballah, kjer konvoj iz severa čaka, tisti iz juga pa gre skozi brez ustavljanja.
Prehod traja približno 12 do 16 ur.
23. marca 2023 je kontejnerska ladja družbe Evergreen Ever Given zaradi močnega vetra nasedla in tako popolnoma blokirala Sueški prekop. Nastal je zastoj, zato so morali upravitelji odpreti starejši del kanala, neobratovanje glavnega kanala pa se je poznalo na cenah nafte naslednji dan. Egipt je zato zaprl ves promet skozi kanal, pred vhodom je nastal prometni zamašek z okrog 300 ladjami. Ladjo so poskušali premakniti z 12 vlačilci in poglabljanjem prekopa pri krmi, nazadnje so upali celo na nočno plimo. Ladjo so rešili 29. marca in pri tem izkopali 27.000 m3 obalne zemljine. Posadki po nesreči grozita hišni pripor in kazenski pregon.

## Varnostni ukrepi
Plovbo po kanalu spremlja sistem za nadzor prometa. Pravilnik o plovbi (Rules of Navigation) vsebuje podrobne zahteve za tehnično opremo ladij. Med drugim: močne luči, vrvi za privez ladij in ladij z lokalno licenčno posadko. Vzdolž kanala so na voljo na vsakih 125 m stebri za privez ladje. Upravljavec ima vlačilec, pripravljen za nujne primere.

## Prečkanje prekopa
Obstaja 14 trajektnih linij s 36 trajekti za prevoz avtomobilov in potnikov.

### Most Sueški kanal
Približno tri kilometre južno od al- Qantara prečkal prekop most imenovan most Sueški kanal (do leta 2011: Mubarak Peace Bridge). Je štiripasoven most, ki sega nad kanal 70 m, kar je 2 m več od najvišje višine ladje. Konstrukcija je prednapeta z zategami, največji razpon mostu, ki je skupno dolg 3,9 km, je 404 m. Stebri so visoki 154 metrov. Most je bil zgrajena z japonsko pomoč in je bil dan v promet 9. oktobra 2001. Odprl ga je predsednik Mubarak. Bil je del večjega projekta za razvoj Sinaj.

### Most El-Feridan
Približno dvanajst kilometrov severno od Ismailie od leta 2001 stoji železniški in cestni most. Most El-Feridan je 340 m dolg in je najdaljši premični most na svetu. Na istem mestu sta bila pred tem zgrajena dva mostova: prvi iz leta 1954 je bil porušen, drugi iz leta 1963 je bil uničen v vojni z Izraelom leta 1967. Sedanji most je bil zgrajen s strani konzorcija, ki ga je vodil Krupp Steel Construction GmbH & Co KG.

### Namakalni kanal Serapeum
Sr'bium (Latinsko Serapeum, tudi Sarabium, arabsko سرايبوم) je naselje v provinci al Ismaʿiliyya v Egiptu. Nahaja se približno osem kilometrov severozahodno od velikega jezera Bitter al-Buhayrah al-Murra al-Kubra. Vzhodno od vasi je Sueški prekop, ki ga prečka namakalni kanal Serapeum kot propust, saj je glavna dejavnost v pokrajini kmetijstvo.

### Predor Ahmed Hamdi
Cestni predor Ahmed Hamdi je predor pod Sueškim prekopom z enim prometnim pasom in je bil odprt leta 1983. Kmalu zatem je zaradi puščanja vode zahteval obsežno prenovo, ki so jo izvedli med letoma 1992 - 1995 s podporo Japonske. Predor povezuje Kairo in Sinajski polotok in se nahaja 17 kilometrov severno od Sueza. Dolg je 1704 m, najnižja globina je 42 m.

### Daljnovod
Prenosni daljnovod 500 kV prečka Sueški prekop od leta 1998, približno osem kilometrov severno od Port Taufiqa. Ker je bila potrebna prosta razdalja 152 m, je bilo treba postaviti 226 m visoke stebre. Oba stebra sta opremljeni s štirimi grozdi, tremi nosilci za vodnike in dodatnim prečnim nosilcem za prestrezanje padanja vodnikov v primeru okvare izolatorjev.

## Gospodarski pomen
Največjo gospodarsko korist so imeli od prekopa najmočnejša pomorsko-trgovska podjetja iz področja Sredozemlja, ker so imele sedaj bistveno hitrejšo zvezo z Daljnim vzhodom, kot države iz severa in zahoda Evrope. Največji dobiček je imel Avstrijski Lloyd (Österreichische Lloyd), avstrijska družba za pomorsko trgovino, ki je doživela silovit vzpon po odprtju prekopa.

## Politična vloga prekopa
Upravljanje prekopa je bilo v začetku zelo nerentabilno in Egipt se je znašel pred bankrotom. Leta 1875 je vlada Velike Britanije prevzela egipčanski del delnic v Družbi in s tem pridobila odločilni vpliv na prekop. Odpor prebivalcev proti Britanskemu vplivu je imel za posledico Urabijev upor, kar je spet, z zadušitvijo upora (1882), pripeljalo do britanske okupacije Egipta, ki je bil do tedaj del Osmanskega cesarstva.
Čeprav je Konvencija iz Konstantinopla leta 1880 Sueški prekop razglasila za nevtralno cono in je bil s tem določen svoboden prehod trgovinskim in vojnim ladjam, je bilo področje prekopa že v Prvi svetovni vojni predmet spora.
Tudi po ustanovitvi Kraljevine Egipta leta 1922, Velika Britanija zadrži kontrolo nad področjem prekopa, kar je bilo potrjeno s pogodbo leta 1936. Lastnik in gospodarski uporabnik prekopa, ki je med tem postal zelo dobičkonosen, je še naprej ostala Compagnie universelle du canal maritime de Suez.
Britanska kontrola je obstala tudi v Drugi svetovni vojni. Uspeli so odbiti napade Italije leta 1940, kot tudi nemaškega Afriškega korpusa v februarju 1941.

## Egipčanski prevzem kontrole nad prekopom
Nacionalizacija prekopa s strani Egipta 26. julija 1956., to je 12 let ped iztekom roka do katerega je imela Družba koncesijo, je pripeljala do Sueške krize in prekop postane neprehoden do aprila 1957.
Deset let kasneje (1967), bližnjevzhodni spopadi ponovno pripeljejo do zapiranja prekopa. Plovba je bila obnovljena šele v maju leta 1975. 

## Obnova in razširitev
V letu 2014 začeta, je bila dobrem letu dni, 6. avgusta 2015 slavnostno dokončana obnova in razširitev ter posodobitev Sueškega prekopa. Investicija je znašala slabih devet milijard dolarjev, gradnjo pa so večinoma financirali Egipčani prek nakupa investicijskih certifikatov. Projekt je obsegal izkop in izgradnjo 37 kilometrov novega, vzporednega kanala ter 35 kilometrov poglobitev in razširitve obstoječega kanala in jezera Bitter.  Podrobnejši podatki o projektu:
- Prostornina suhih odkopnih del je znašala 258 milijonov kubičnih metrov.
- Obloge se raztezajo vzdolž prekopa v dolžini 100 km.
- Pri poglabljanju je bilo izkopano približno 250 milijonov kubičnih metrov materiala.
- Druga povezana dela:
  - Poglabljanje obstoječih zahodnih stranskih obvozov skupne dolžine 37 km do globine 24 m; to so tisti pri Velikem jezeru Bitter 27 km in obvozu Ballah 10 km;
  - Kopanje 35 km novega vzporednega kanala do globine 24 m in širine 317 m na nivoju gladine, tako da bo lahko nov kanal ugodil plovilom širine 20 m.

Z nadgradnjo na dolžini 72 kilometrov se bo čakalna doba ladij za prehod skozi kanal skrajšala iz 18 na 11 ur. Promet bo potekal delno tudi dvosmerno po že zgrajenih in dodanih obvozih v skupni dolžini 112,1 km. Skrajšale se bodo tudi čakalne dobe za plovila na tri ure namesto dosedanjih 8-11 ur, kar bo zmanjšalo  stroške potovanj. Tako naj bi Sueški prekop postal bolj privlačen za lastnike ladij. Načrtovano povečanje števila ladij pri prehodu kanala je iz sedanjih 49 na 97 v letu 2023.